# Andocs
Andocs község Somogy vármegyében, a Tabi járásban. A Dunántúl egyik legfontosabb zarándokhelye, és része a Balatonboglári borvidéknek is. A település gazdag történelmi múlttal rendelkezik, amely az Árpád-korig nyúlik vissza. Nevezetességei közé tartozik a híres andocsi kegyhely, amely a római katolikus zarándokok számára fontos búcsújáró hely.
A falu évszázadokon át megőrizte hagyományait és vallási szerepét, emellett jelentős kulturális és építészeti értékeket is magában rejt, mint például a ferencesek által emelt barokk templom.

## Fekvése
Balatonföldvártól 25 km-re délre, a 6505-ös út mentén fekszik. Nagytoldipuszta és Németsűrűpuszta nevű településrészeit - melyek korábban önálló községek voltak - a faluból induló mellékúton lehet elérni.
Andocs menetrend szerinti autóbuszokkal és vonattal is elérhető. A Kaposvár–Siófok-vasútvonalon Andocs megállóhely Nagytoldipusztán, Andocs központjától három kilométerre nyugatra van, és a 6514-es útból kiágazó 65 311-es számú mellékúton érhető el.
Szomszédos települések: északon Karád és Somogymeggyes, keleten Nágocs, délen Somogyacsa és Bonnya, nyugaton pedig Kisbárapáti és Fiad.
A megyeszékhelyről, Kaposvárról Andocsra utazókat a szép Sziget horgásztó fogadja a falu határában.
A település minden pontjáról jól látszik az Andocs közepére épített magas, sárgára festett templomtorony és a hozzá tartozó kolostor. A Szent Ferenc téren áll a polgármesteri hivatal, az iskola, és itt ágazik el a Karádra vezető út, amely Balatonlelle felé biztosít összeköttetést.
A település szőlőtermő területei a Balatonboglári borvidék részét képezik.

## Története
A mai Andocs térségében már a honfoglalás előtt is laktak emberek. Az Árpád-korban a Győr nemzetség Óvári-Keméndi ága birtokolta a települést, és az 1332-37-es pápai tizedjegyzék már plébániával említi. 1391-ben Zsigmond király a lövöldi karthauzi szerzeteseknek adta ezt a területet. Az 1536-os dokumentumok három települést említenek: Egyházas-Andocsot, amely a toldi pálosoké volt; Nemes-Andocsot, amely Uzdy Mihály és Ispán Mihály birtoka volt; és Kápolnás-Andocsot, amely a lövöldi perjel tulajdona volt.
Az 1500-as évek közepén a törökök megszállták a területet, részben elűzve a lakosságot. A megmaradt lakók valószínűleg összehúzódtak, így kevesebb adózót tudtak a törökök összeírni. A hódoltság idején a helyi katolikusokat a laikus liceátusok támogatták a vallásuk gyakorlásában.
1640-ben Jakusich György veszprémi püspök indította el az andocsi missziót, amelyet 46 éven át a jezsuiták vezettek, és 16 plébániát, valamint 56 települést láttak el. 1643-ban P. Horváth János lett az első jezsuita, aki üres plébániát és elhagyatott templomot talált, de a Szűzanya szobra sértetlen maradt. 1665-1681 között Horváth Miklós atya fejlesztette híres búcsújáróhellyé a kegyhelyet, amely Nyugat-Magyarország egyik legjelentősebb helyszíne lett. A török uralom után a jezsuiták Pécsre távoztak, és a hely harminc évig gondozás nélkül maradt. Később a veszprémi püspök a ferenceseket rendelte ide, akik 1721-ben egy új, 12 szobás rendházat építettek, de ez hamarosan leégett. Az új kolostor alapkövét 1725 májusában tették le, és 15 év alatt épült meg barokk stílusban. A gótikus kegykápolnát a mostani templom szentélyévé alakították át. A templomot Padányi Bíró Márton veszprémi püspök szentelte fel 1747-ben, amikor a három harangot is elhelyezték a templomtoronyban.
Ezzel párhuzamosan épült a nagy kripta, amelyben a templom jótevői és báró Saarna Gottfried kuruc őrnagy is nyughelyet kapott, aki a Rákóczi-szabadságharc után a kolostorban talált menedéket.
A település 1726-tól a veszprémi püspökség birtoka lett, és a század végére a falu lakossága meghaladta az ezer főt. Ekkorra már római katolikus népiskola is működött Andocson. Az 1900-as évek elejére a lakosság száma megközelítette az 1800 főt, bár az 1910-es években 111-en kértek kivándorlási útlevelet. A visszatérők állíttatták a templom előtti Szentháromság-szobrot. Az első világháborúban 254 andocsi vett részt, közülük 35-en estek el.
Az első civil szervezetek 1894-ben alakultak, az Iparoskörrel kezdve, majd az Olvasókör, az önkéntes tűzoltók, a lövész- és leventeegyesület, valamint a KALOT követték. A Hangya szövetkezet 1948-ig működött, míg a Hitelszövetkezet és a Tejszövetkezet a gazdák hitelezési és állattenyésztési igényeit szolgálták. 1934-ben makadám utat építettek Karádig, és Andocson sportpályát avattak.
A második világháború után 304-en jelentkeztek földosztásra, és 1572 kh mezőgazdasági földet osztottak ki nekik. Németsűrűpuszta lakói emellett házhelyet is kaptak. Az 1872 óta működő körjegyzőség 1950-ben önálló községi tanáccsá alakult, ekkor alakult meg az első termelőszövetkezeti csoport Sztálin néven, majd 1952-ben az Új Barázda. A termelőszövetkezeti összevonásokat később közigazgatási átszervezések követték. A település fejlődése lassú volt, annak ellenére, hogy itt hozták létre a térség egészségügyi központját. Az általános iskolát zsúfoltság sújtotta, mivel ide körzetesítették a karádi iskola felső tagozatát. Az alsó tagozat a korábbi zárdaépületbe került, amely eredetileg nem iskolai célokra épült.
Az önálló közigazgatás 1988-ban valósult meg, de a fontos közösségi épületek addigra már nem épültek meg. Németsűrűt és Toldipusztát is Andocshoz csatolták, mindkét helyről egy-egy képviselő van a települési önkormányzatban.
Andocs környékén valaha több olyan település is állt, amely már nem létezik, vagy pusztává lett:

### Kis-Andocs
A falu határában az egyik dűlőt Kisandocsi dűlőnek nevezik; valószínűleg itt volt Kápolnás-, később Kisandocs falu, amely 1660 után pusztult el.

### Köpi-puszta
Köpi-puszta helyén a középkorban Köp falu feküdt. 1229-ben Villa Cup alakban a székesfehérvári káptalan birtokaként szerepelt. 1251-1266-ban már a Tihanyi apátságé, melynek itteni birtokait 1337-ben Ugali Pál vette bérbe.1478-ban Zichy Györgynek is voltak itt birtokai. Az 1536. évi adólajstrom szerint a lövöldi (most Városlőd) perjel és Zichy Rafael voltak a földesurai. 1557-ben Magyar Bálinté volt, de az 1567. évi adólajstrom már csak mint pusztát említi. Az 1573-1574. évi török defterben Köb alakban találjuk 11 adóköteles házzal. 1726 és 1733 között a veszprémi püspök volt a birtokosa.

## Közélete

### Polgármesterei
- 1990–1994: Horváth István (független)[5]
- 1994–1996: Mészáros József (független)[6]
- 1996–1998:
- 1998–2002: Törőcsik Ferencné (Somogyért Egyesület)[7]
- 2002–2006: Törőcsik Ferencné (független)[8]
- 2006–2010: Törőcsik Ferencné (független)[9]
- 2010–2014: Törőcsik Ferencné (független)[10]
- 2014–2018: Törőcsik Ferencné (független)[11]
- 2019–2019: Werner József Lászlóné (független)[12][13]
- 2019–2024: Werner Józsefné (Fidesz-KDNP)[14]
- 2024– : Werner Józsefné (Fidesz-KDNP)[1]

A településen 1996. augusztus 25-én időközi polgármester-választást tartottak, melynek oka és részletes eredményei még tisztázást igényelnek.
2019. március 10-én ismét időközi polgármester-választást kellett tartani a településen, az előző polgármester halála miatt.

## Népesség
A település népességének alakulása:
| Lakosok száma | 1110 | 1110 | 1078 | 1007 | 990  | 974  | 948  |
|               | 2013 | 2014 | 2015 | 2021 | 2022 | 2023 | 2024 |

A 2011-es népszámlálás során a lakosok 77,8%-a magyarnak, 1,4% németnek, 0,8% cigánynak, 0,2% románnak mondta magát (22% nem nyilatkozott; a kettős identitások miatt a végösszeg nagyobb lehet 100%-nál). A vallási megoszlás a következő volt: római katolikus 65,9%, református 2,3%, evangélikus 1,1%, görögkatolikus 0,1%, felekezet nélküli 3,7% (26,4% nem nyilatkozott).
2022-ben a lakosság 90%-a vallotta magát magyarnak, 4,7% cigánynak, 2,1% németnek, 0,2% ukránnak, 0,1% románnak, 0,1% horvátnak, 0,1% bolgárnak, 1,8% egyéb, nem hazai nemzetiségűnek (8,8% nem nyilatkozott; a kettős identitások miatt a végösszeg nagyobb lehet 100%-nál). Vallásuk szerint 55,5% volt római katolikus, 1,6% református, 1% evangélikus, 0,1% izraelita, 0,7% egyéb keresztény, 2,3% egyéb katolikus, 6,5% felekezeten kívüli (32,3% nem válaszolt).

## Nevezetességei

### A Nagyboldogasszony-templom
Andocs fő nevezetessége barokk kegytemploma a 14. századból való szentéllyel. Az egykori középkori település plébániatemplomát az 1332–37-es pápai tizedjegyzék említi először. A templom 16. századi átépítése során kapta a terület egyik legszebb hálóboltozatos szentélyét, amely a kolostortemplom legfontosabb eleme.
A törökök kiűzését követően a jezsuita rendhez tartozó Horváth János plébános talált rá a romos plébániatemplomra és az épségben maradt Szűz Mária-szoborra. Andocs és temploma a 17. századtól búcsújáróhely.
A jezsuita rendet követő ferences rend 1721-ben kolostort épített a plébániatemplom mellett, amely két év múlva tűzvész áldozata lett. A ferences rendiek által megőrzött és a tűzvészt is túlélt három szobor ma is látható a templom főoltárán. 1725-ben kezdték el építeni az új kolostort, amelyben megőrizték a középkori szentélyt. Az új kolostort és templomot 1747-ben szentelték fel. A zarándokhely legfontosabb elemét, a Szűz Mária-szobrot Széchenyi Katalin grófnő díszes ruhába öltöztette. Innen számítható az a szokás, hogy a szobor hálaadásként újabb és újabb öltözékekkel gazdagodik. Ma már több mint 258 öltözéke van, amely a Mária Múzeum kiállítási anyagaként megtekinthető. A világ minden tájáról származó ruhák közül a legrégebbi 173 éves. A Szűzanyáról a híres papköltő, Sík Sándor is verset írt Az Andocsi Máriához címmel. A vers első négy sora: Koldusboton, törött mankón / Jövünk Búcsút járni, / Szűzmáriás magyaroknak / Kopott unokái.

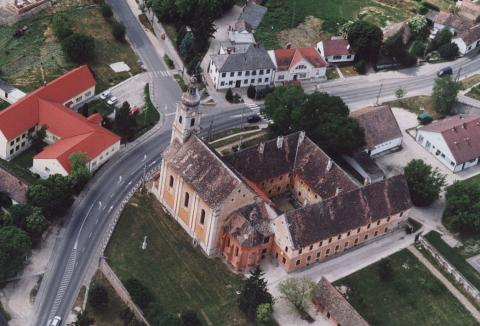
Az andocsi templom és kolostor légi fotón

A legenda szerint az andocsi templomhoz számos csoda kötődik. Erről tanúskodnak a Mária Múzeumban látható ruhák ajánló címkéi. A kolostor parkjában Szent tó és Szent kút is van. Szabó Imre esperes elmondása szerint 1944-ben egy négyéves kislányt hoztak ide, aki agyhártyagyulladásban szenvedett, s már járni sem tudott. Mivel az orvosai semmi jót nem ígértek, nővérei megfürösztötték a kolostor szent tavában. Amikor a kislányt otthon leemelték a szekérről, saját lábán elindult az anyja felé. Gyógyulásáról a korabeli lapok is írtak, s csodának nyilvánították a jelenséget. A kislány felnőttkorában atletizált és vegyésztechnikusként dolgozott; egész életében mélyen keresztény vallású maradt. 
Hasonló csodatévő hatást tulajdonítanak a Mária-szobornak is. A legenda szerint a szentélyt, a Mária-szoborral együtt Kalocsáról hozták el az angyalok. A kegyszobor egy 160 cm magas szépen faragott, festett gót szobor. Általában kéthetente, a liturgia szerint átöltöztetik.
Többek között e csodás történeteknek köszönhetően vált búcsújáró hellyé Andocs. A nagy látogatottság miatt növelni kellett a kegytemplom búcsúinak számát, ezért van pünkösdi, nagyboldogasszonyi főbúcsú, Őrangyalok búcsúja, Kisasszony és Mária nevenapi főbúcsú, Rózsafüzér és Magyarok Nagyasszonya napi búcsú is. Évente összesen 13 búcsúnap és hat fatimai engesztelés szerepel a naptárban. 
A plébánia egyik szárnyában rendezték be a Szűzanya ruháit bemutató Mária Múzeumot. Akik ide zarándokolnak, nem márványtáblával fejezik ki a ragaszkodásukat, köszönetüket, hanem egy-egy Mária ruhával. A legtöbb köntös Magyarországról, illetve a határon túli magyaroktól érkezett, de Írországból, Kanadából, Dél-Amerikából, és Kínából valók is vannak köztük. A legrégebbi ép ruha 1852-ben készült, s Talliánné Boronkay Cili adománya. 
A ruhatárat 2004 nyarán rendezték át, s jelenleg a ruhák három teremben függenek vállfákon. Európában egyedülálló számú, 330-nál is több öltözék van kollekcióban. Néhány ünnepi alkalmat kivéve minden második pénteken öltözteti a szobrot két helyi asszony. Búcsúnapok előtt olykor 2-3 napig is csinosítják, díszítik a szentélyt és a templomot. A ruhát mindig az aktuális időszak liturgikus előírásai szerint választják ki. A Mária Múzeum mindig látogatható, csak a plébániára kell bekopogni, s az esperes kíséretében a templom és a gyűjtemény történetét is megismerhetik az érdeklődők.
A kolostorban van a piros túraútvonal egyik pecsételő helye is.

#### A templom kívülről

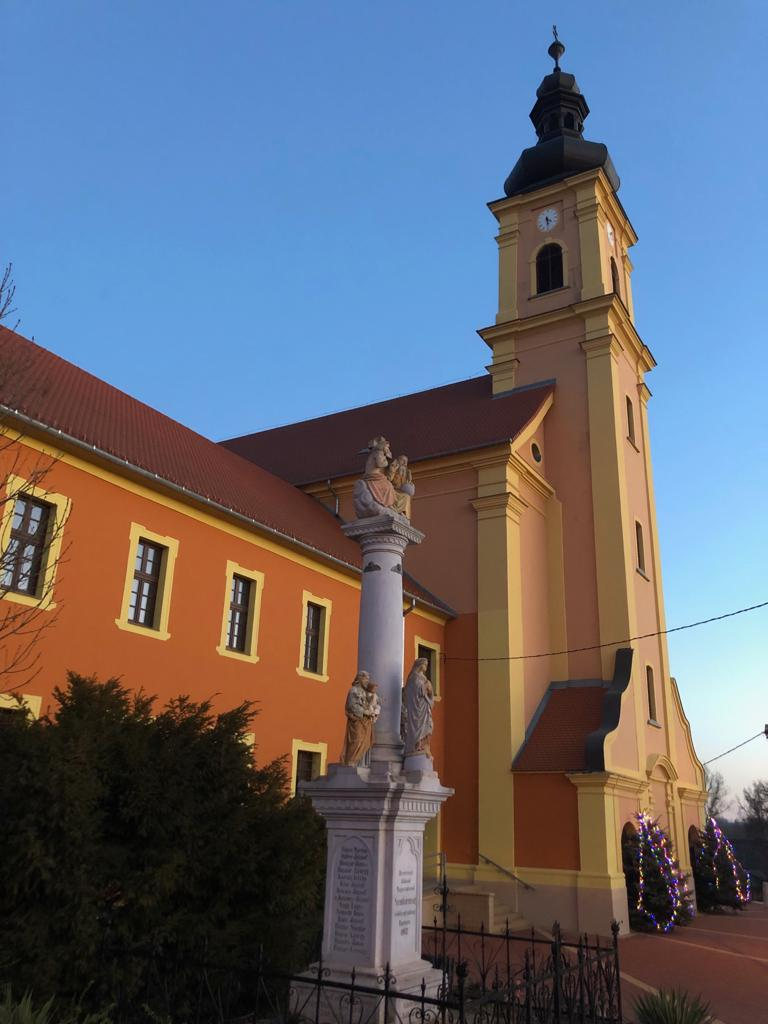
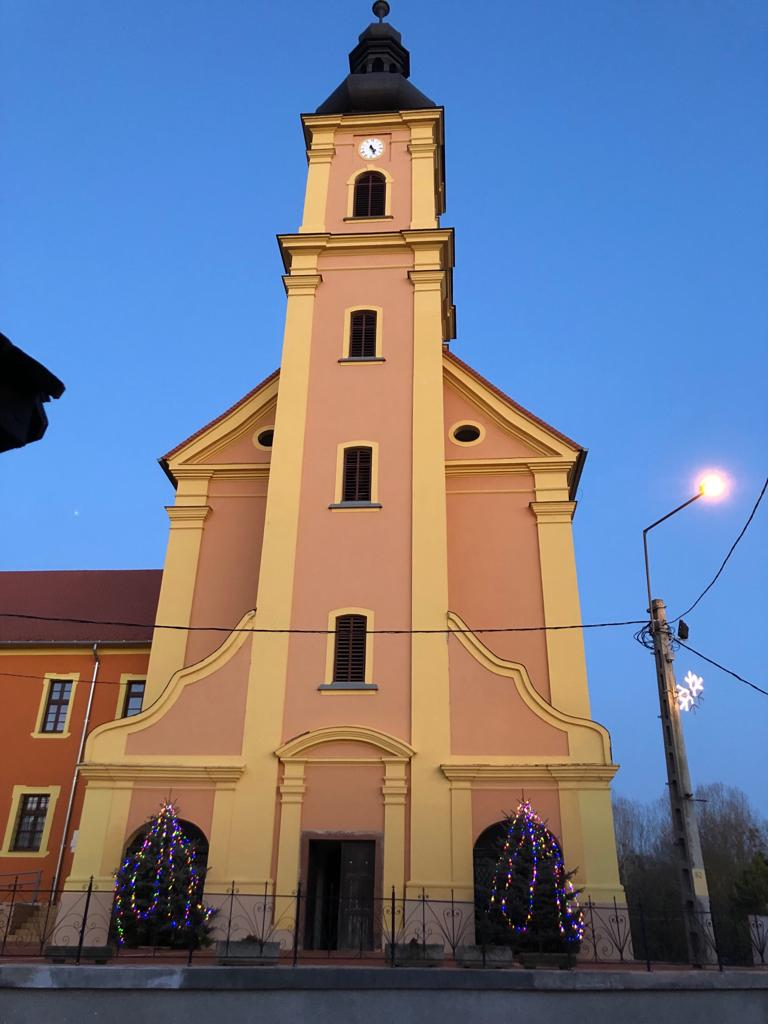
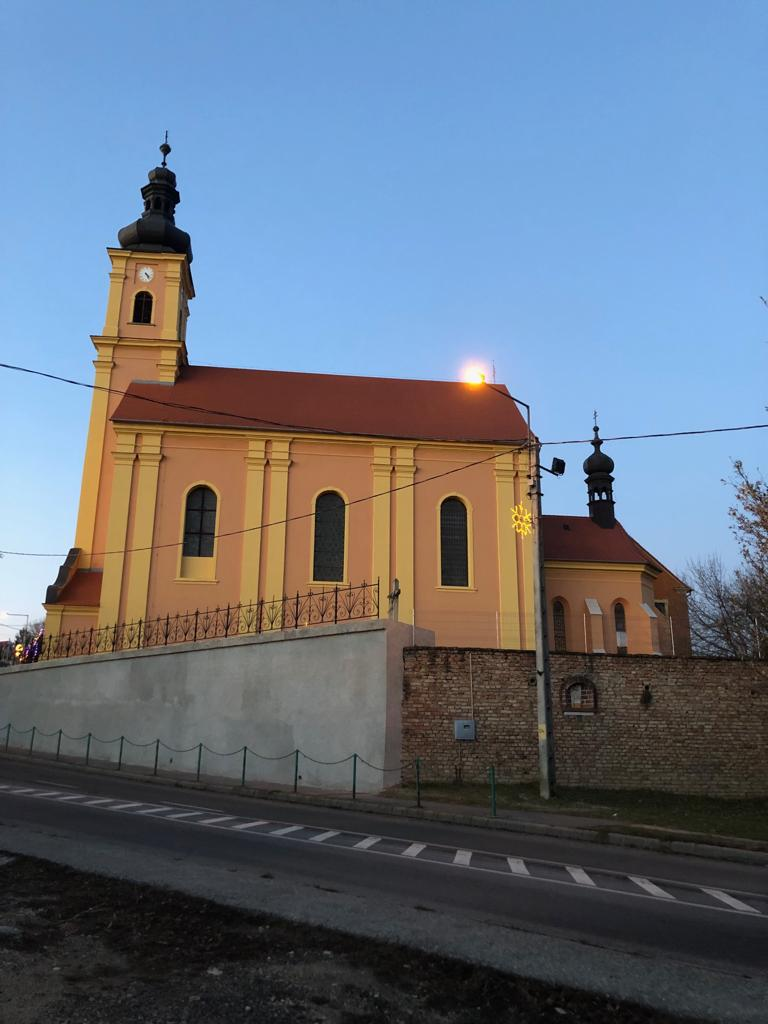

#### A templom belseje

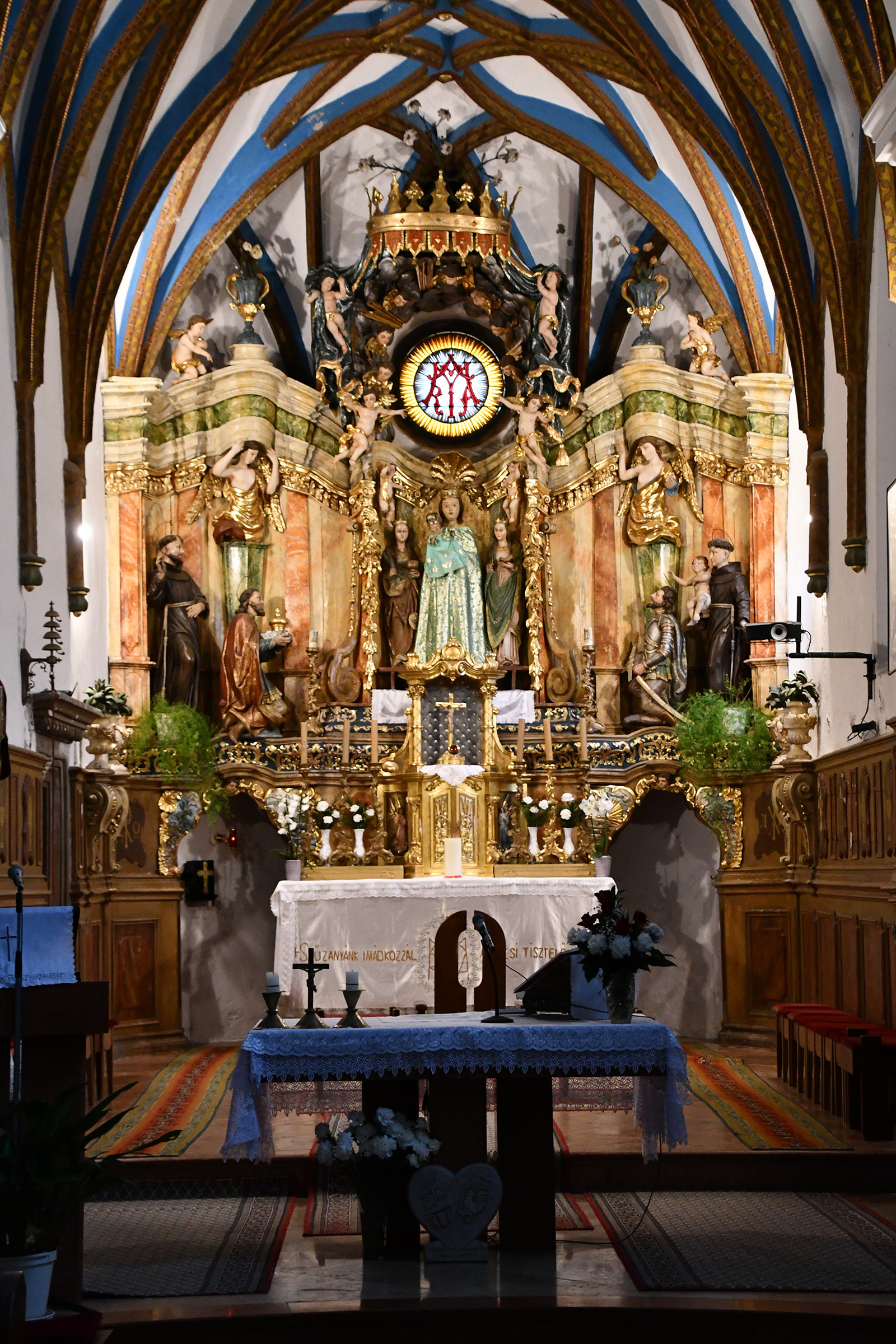
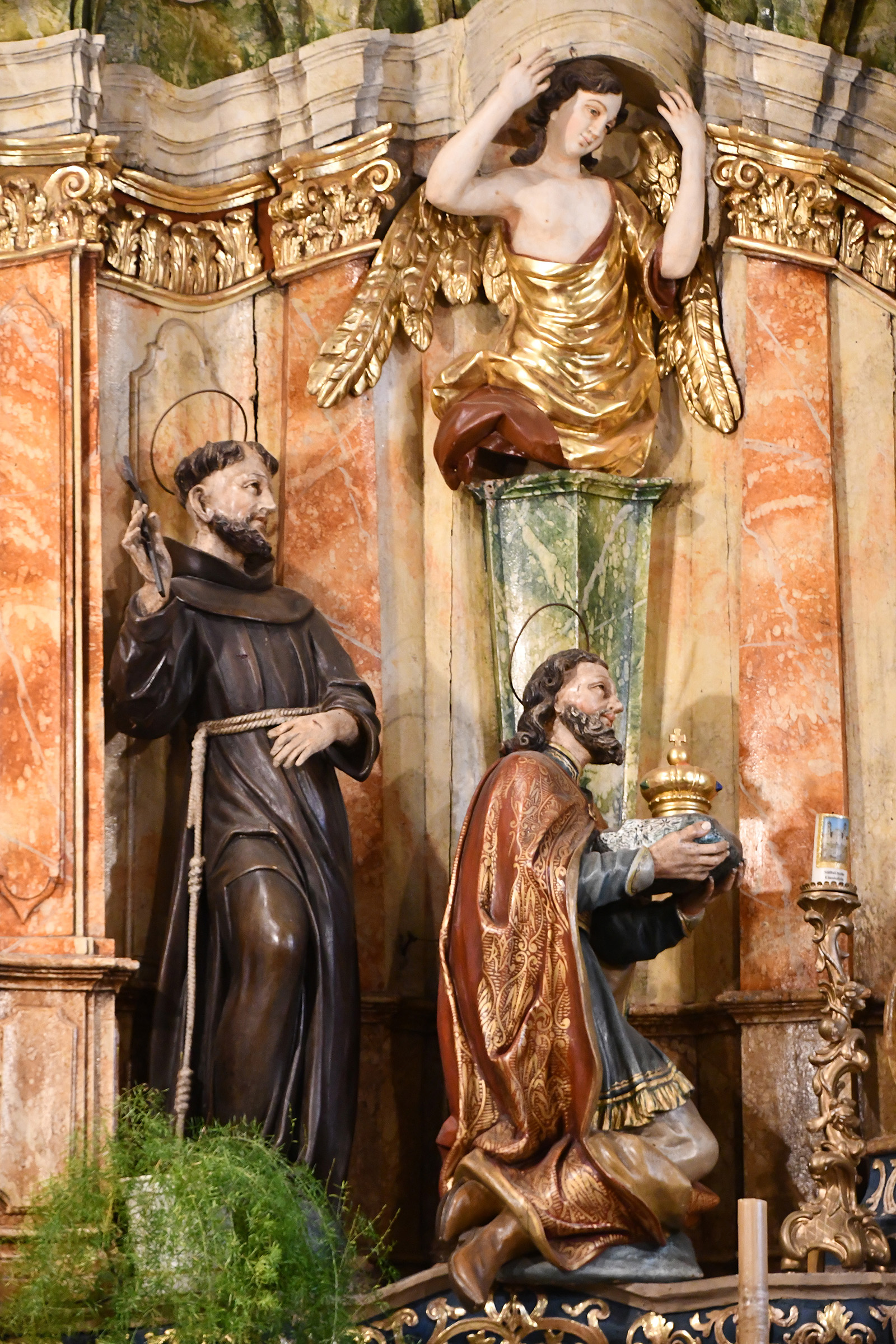
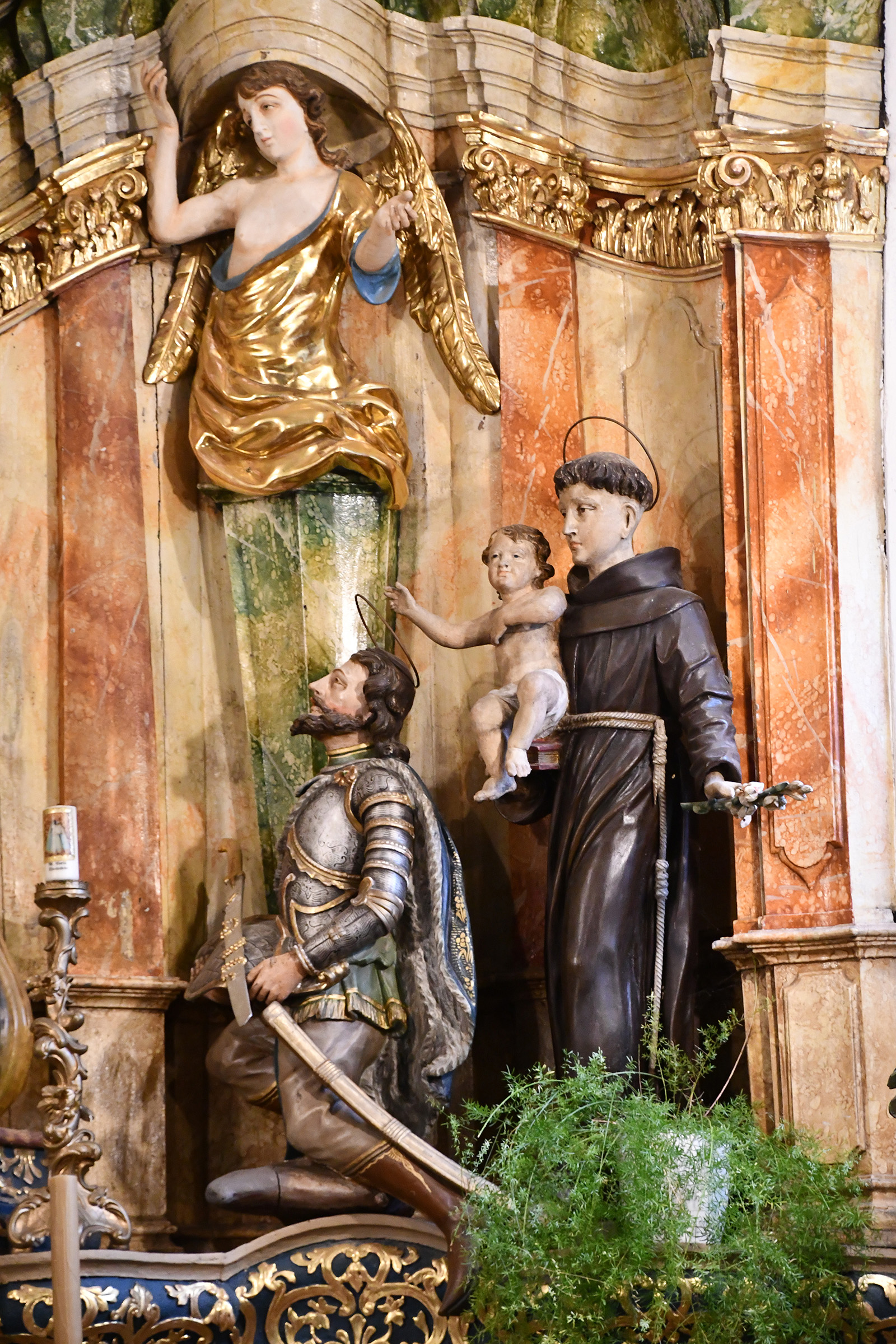
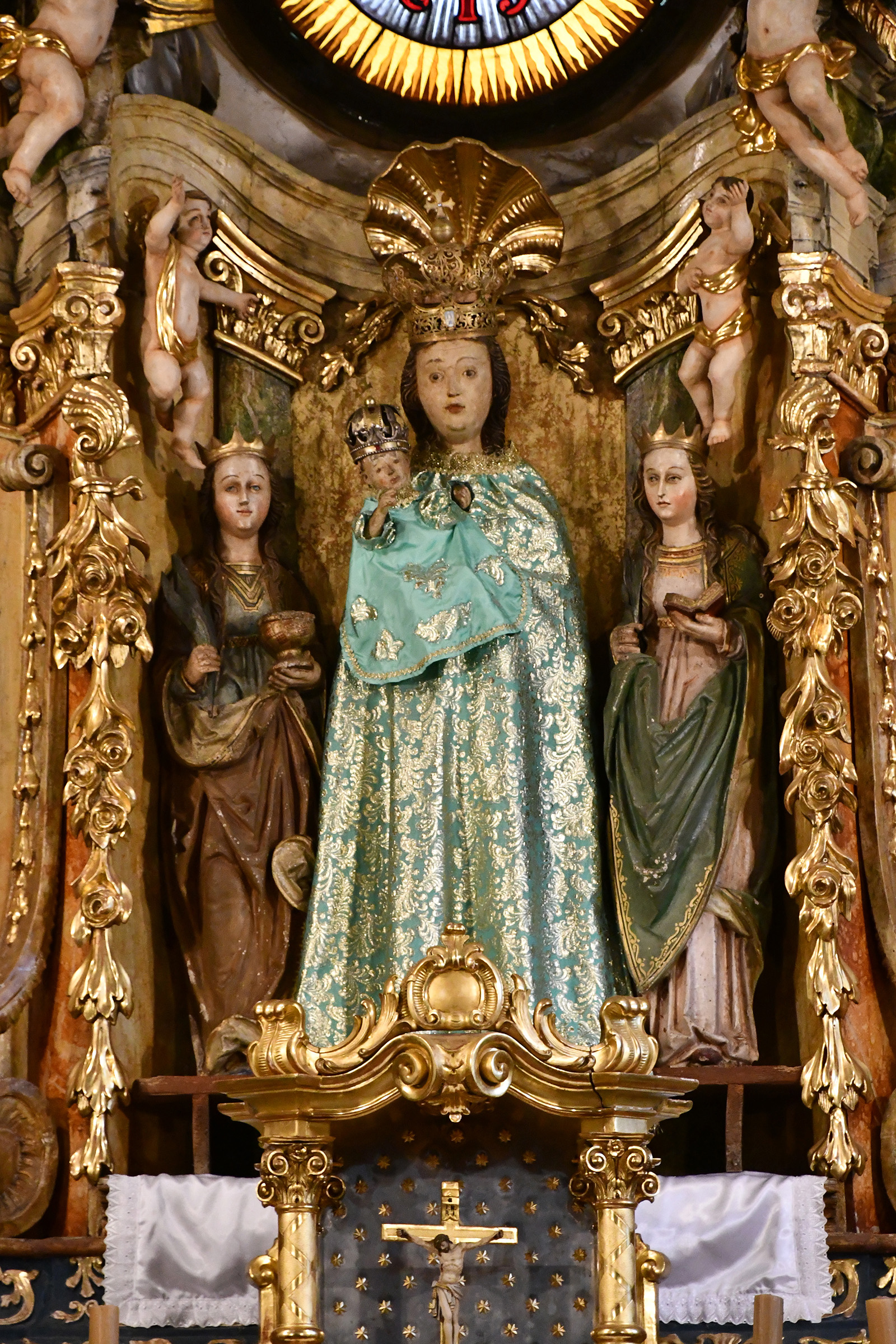
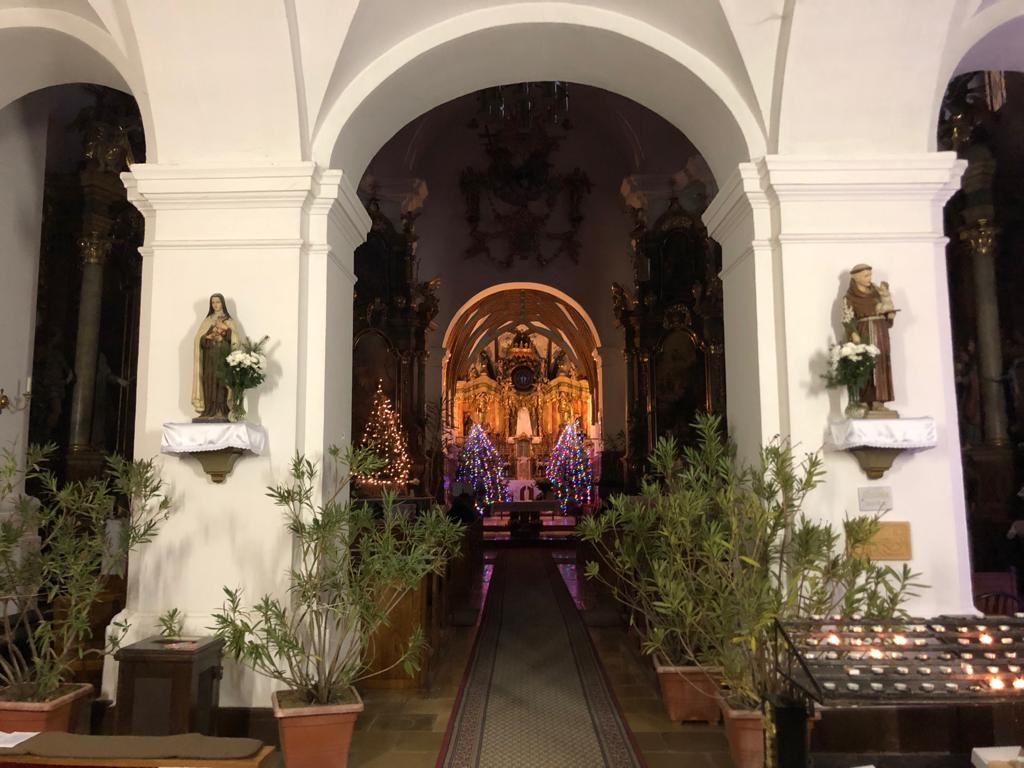
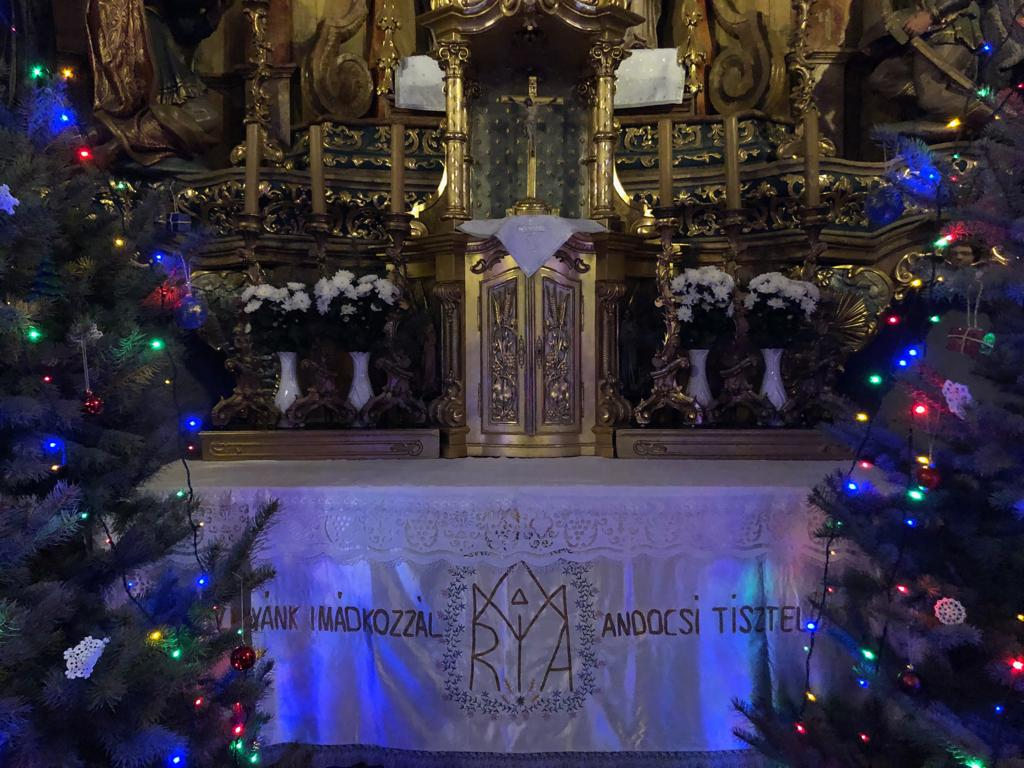
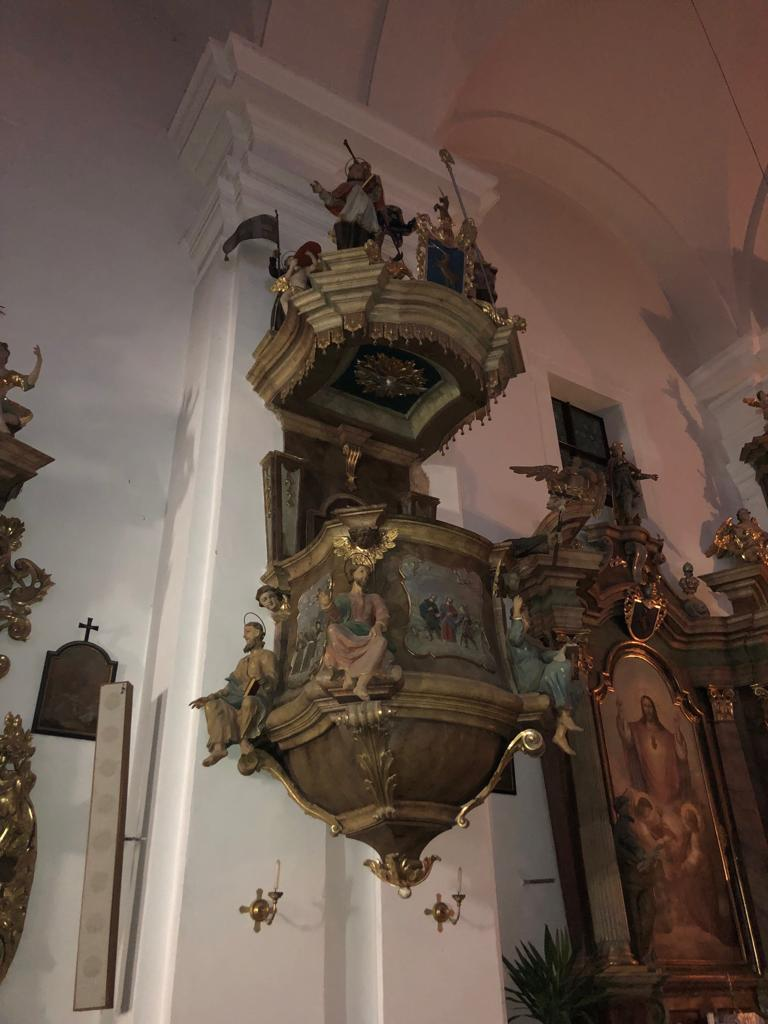
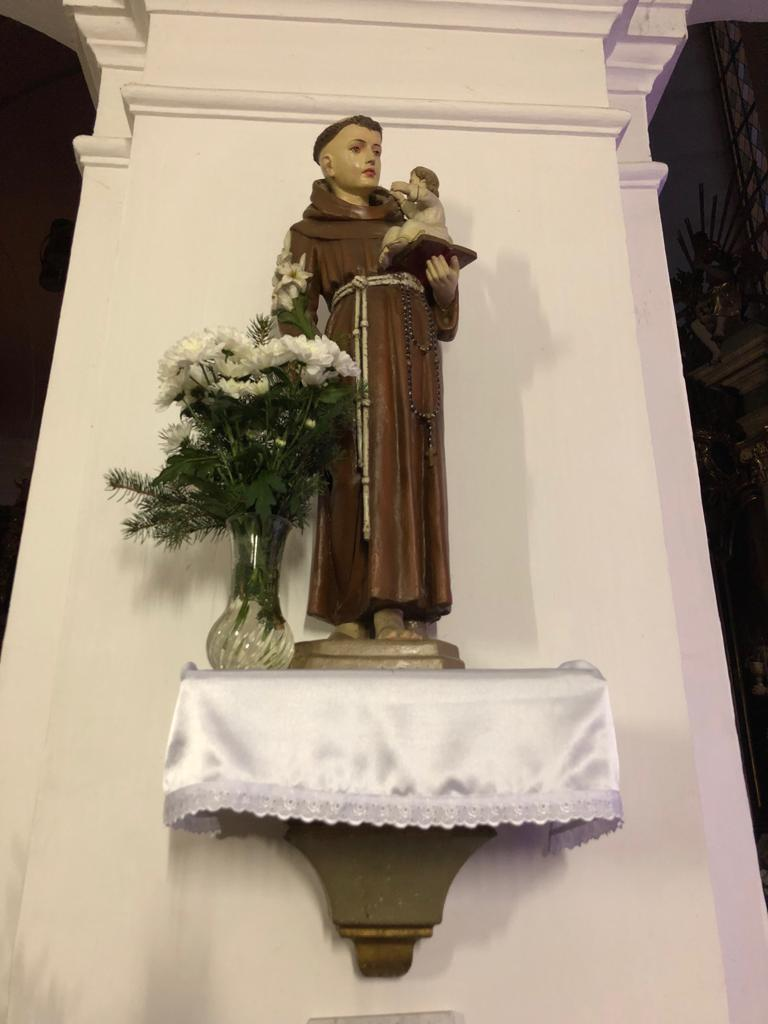
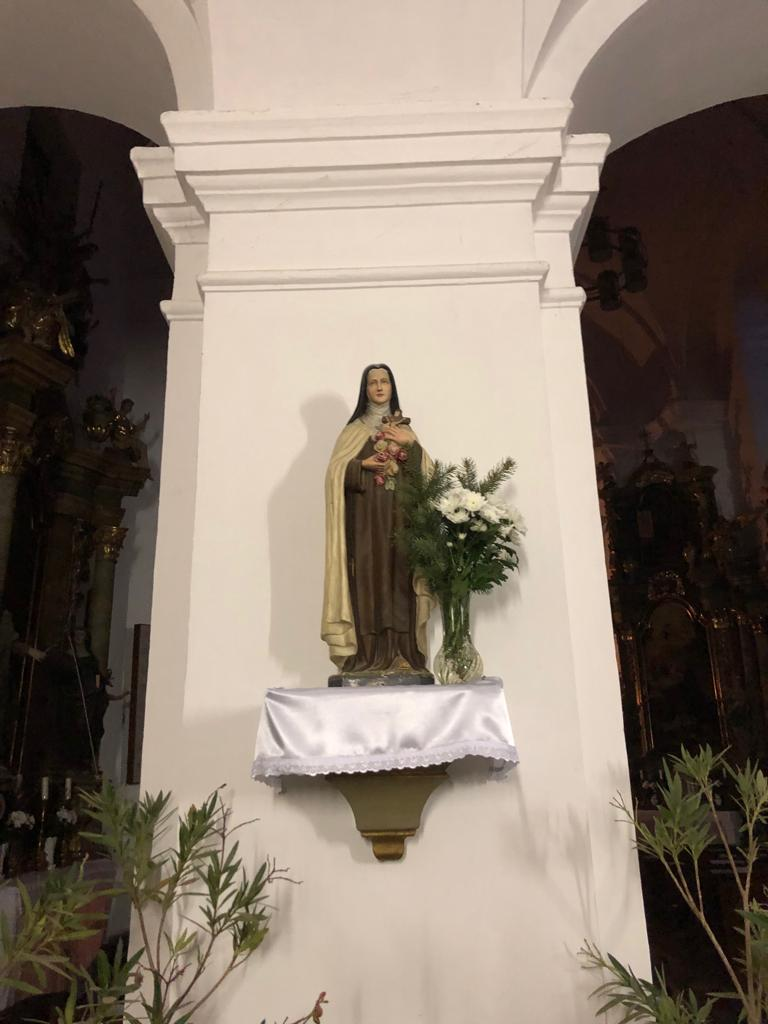
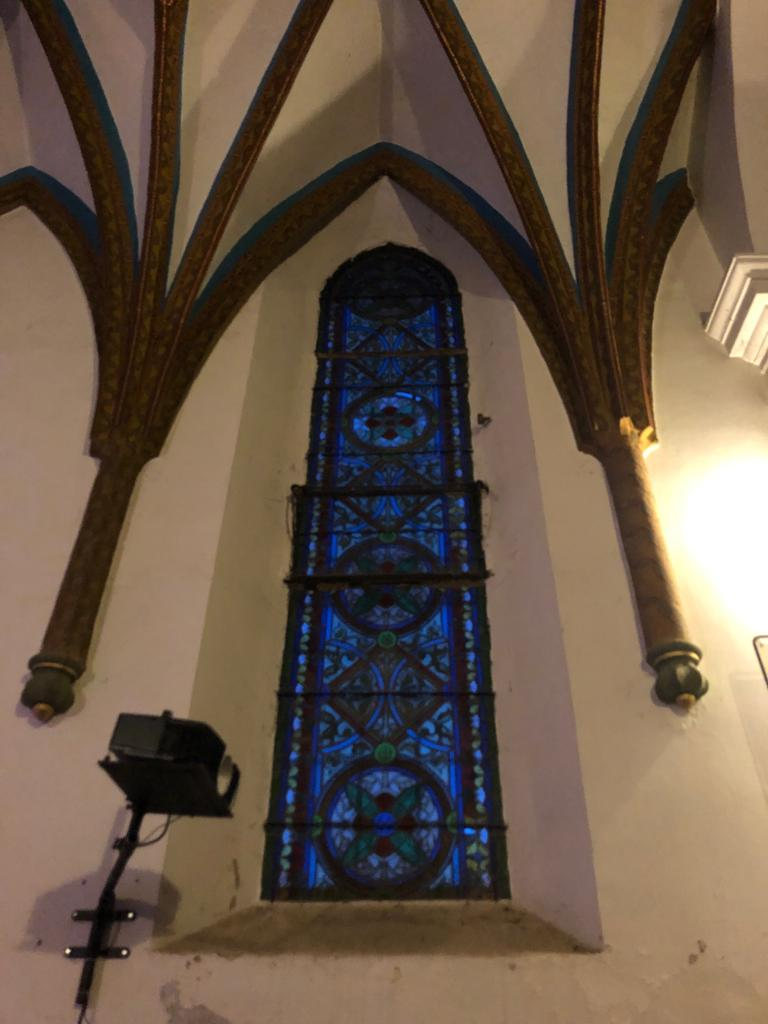
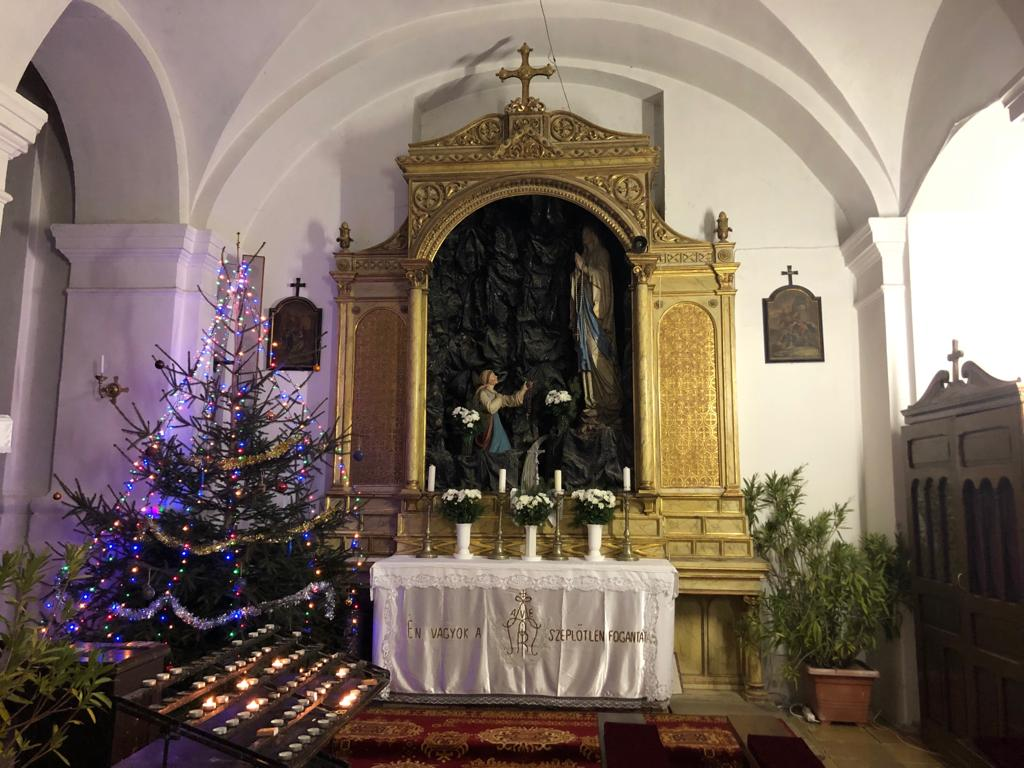
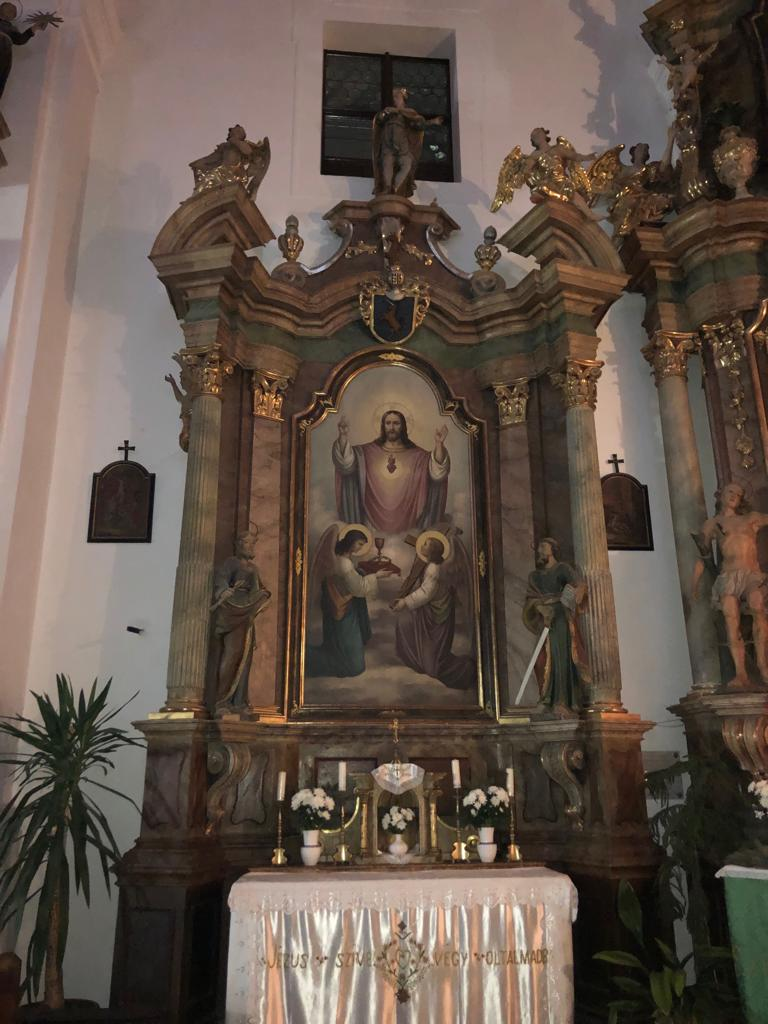
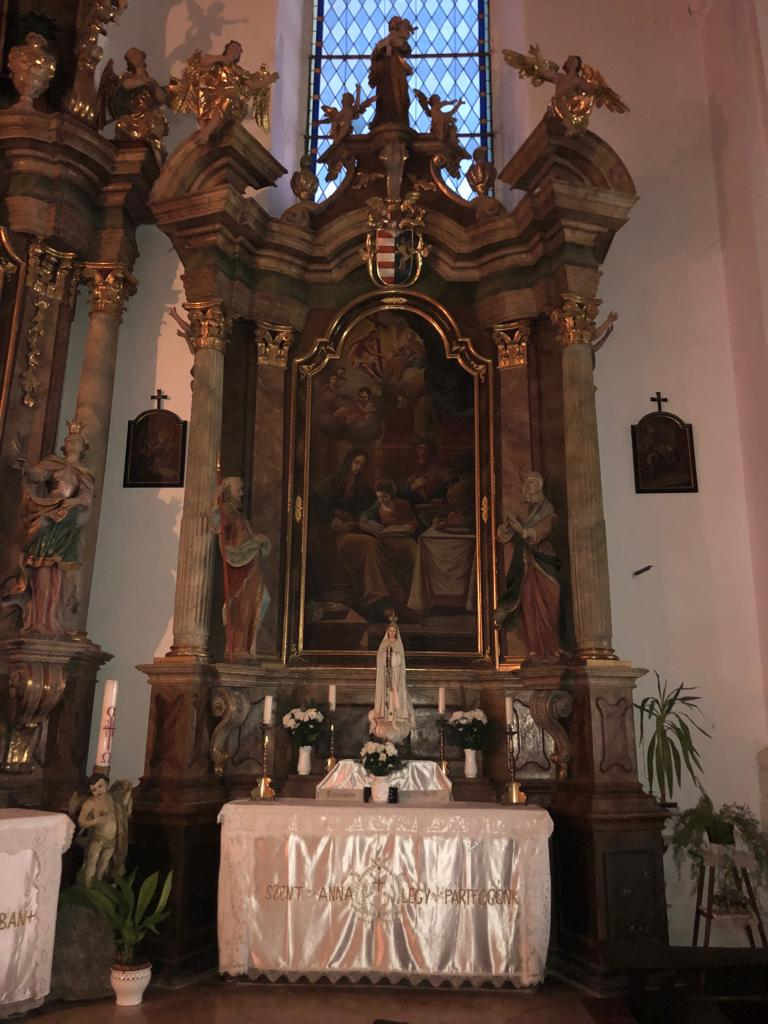
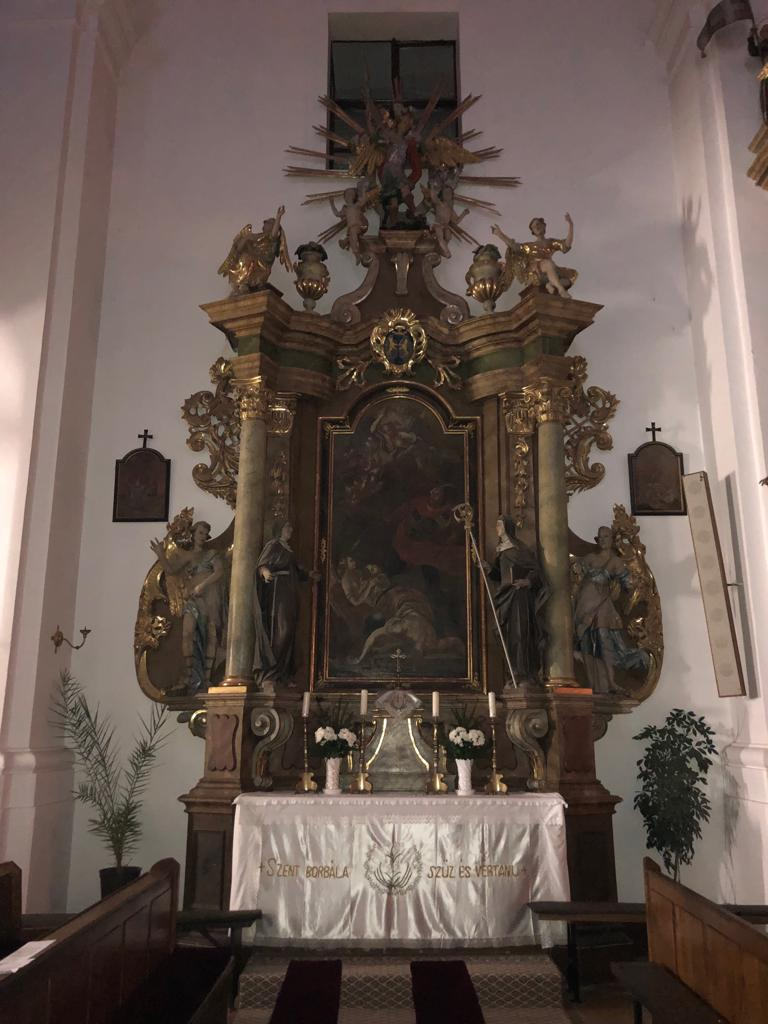
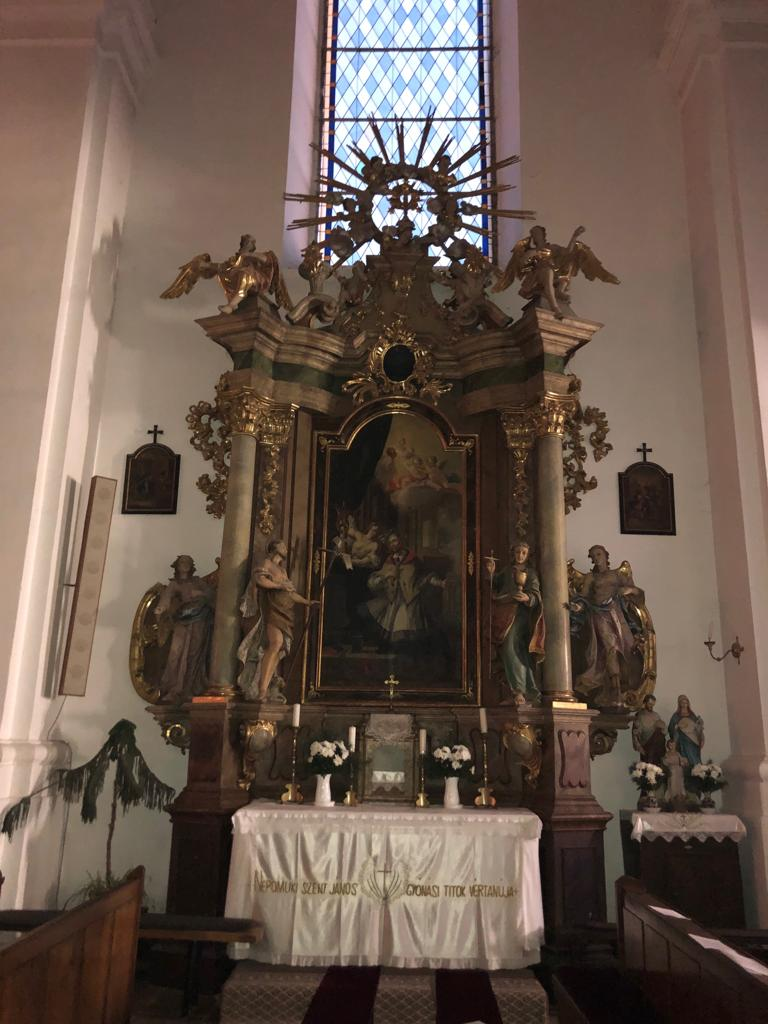
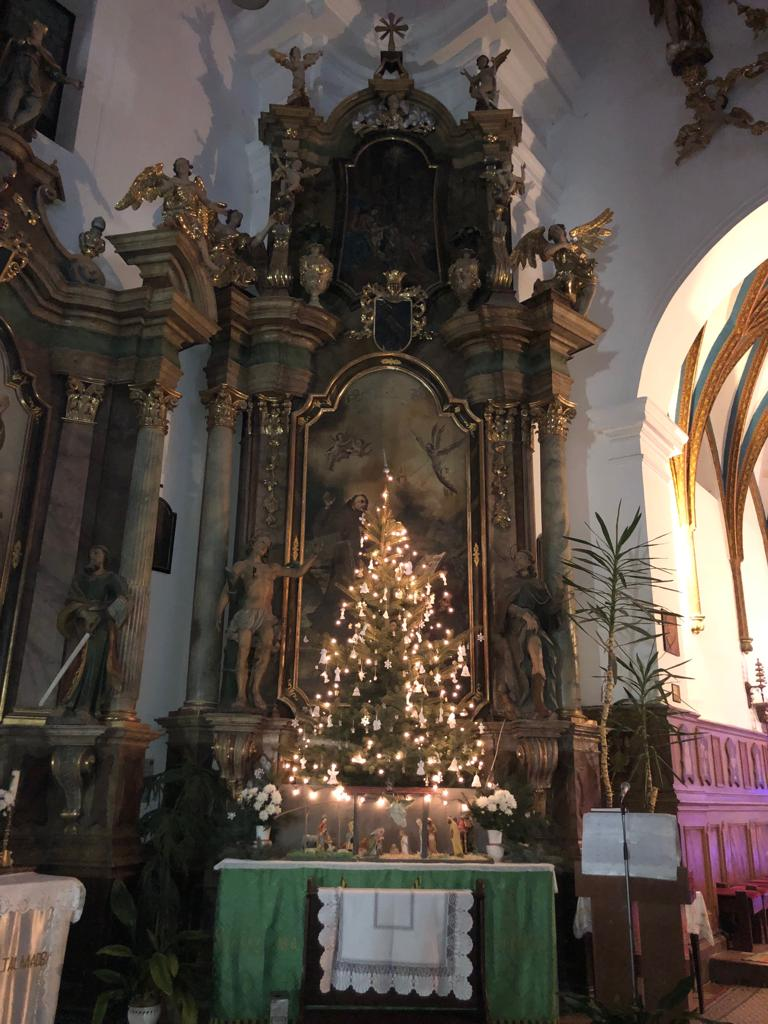
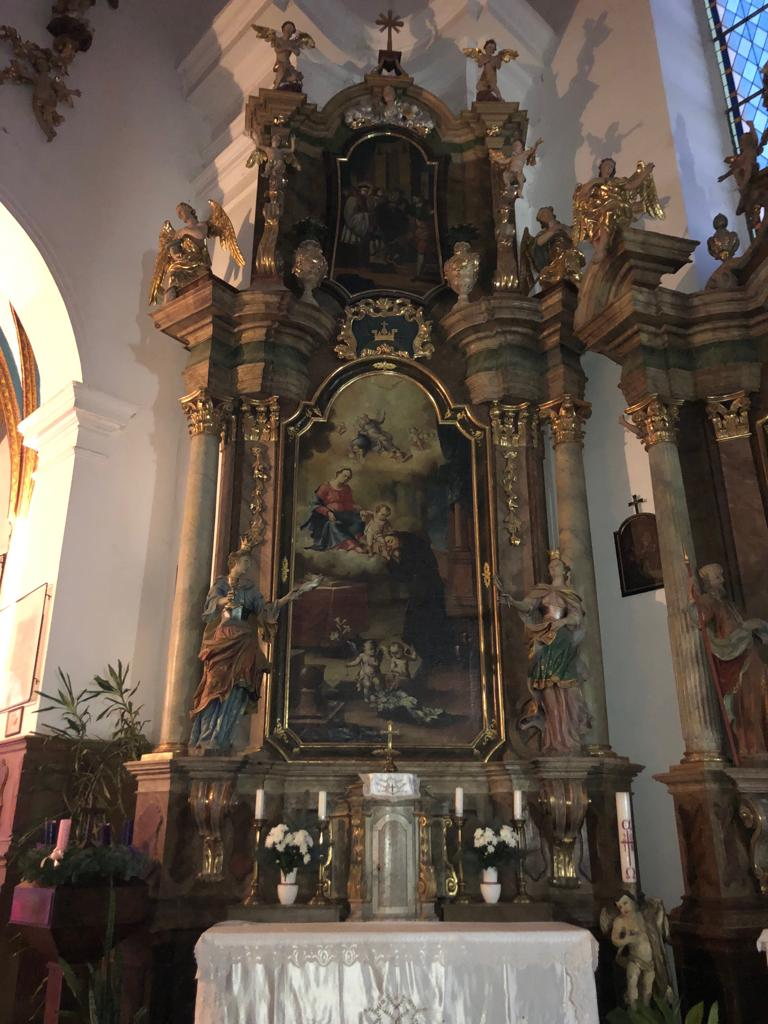
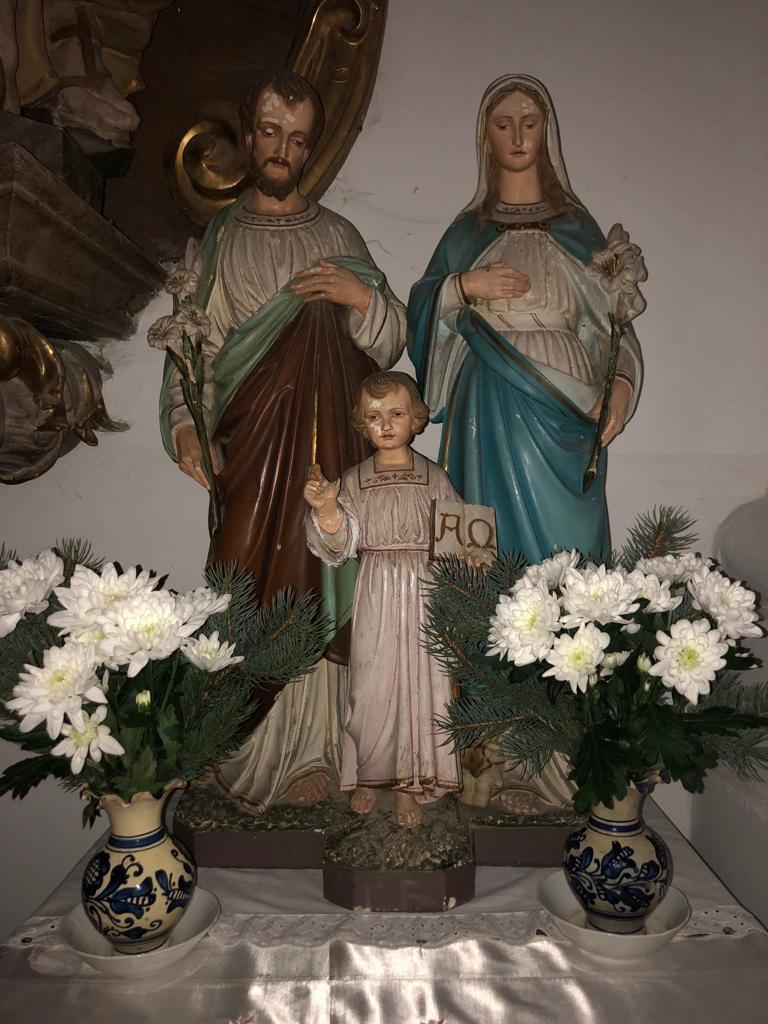

### Egyéb nevezetességek
A kolostor előtt áll egy 18. századi (bár felirata szerint „csak” 118 éves) Szentháromság-szobor, és van a faluban két régi, tornácos lakóház is. Mindhárom műemléki védelem alatt áll.

#### Szobrok, emlékművek

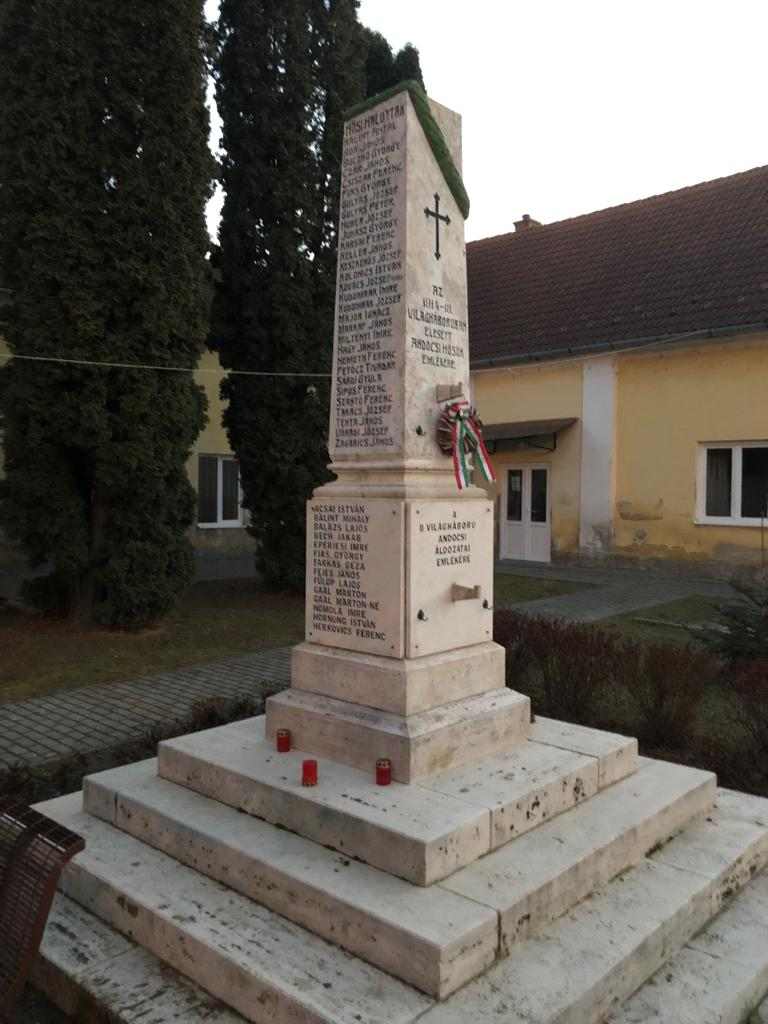
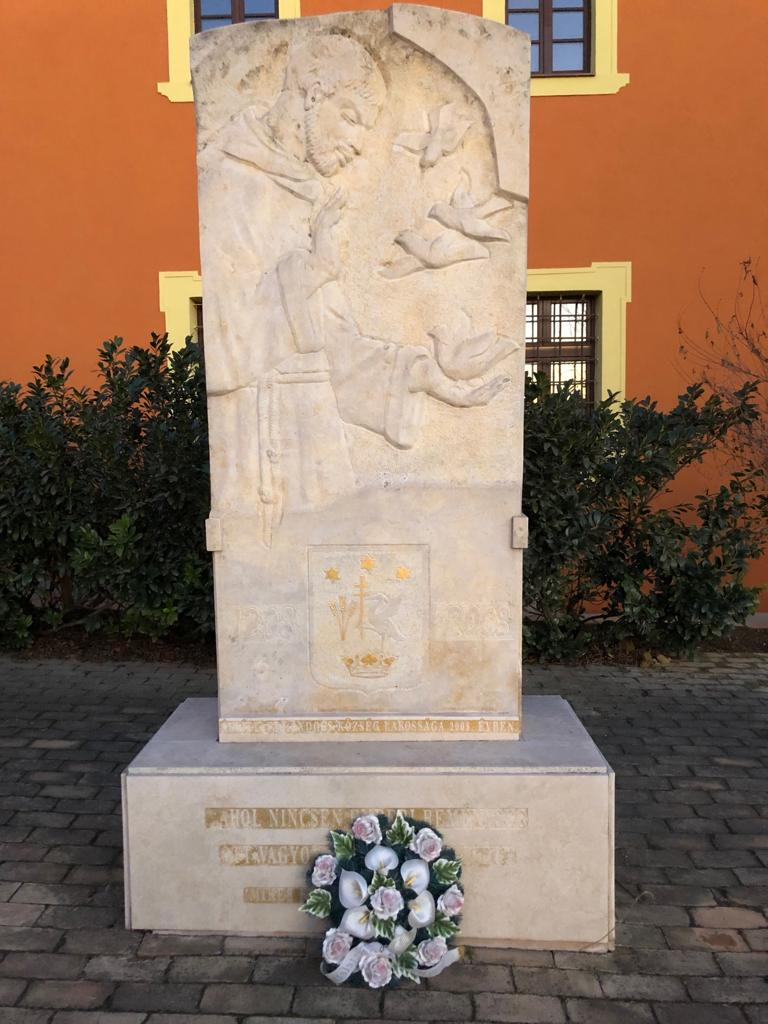
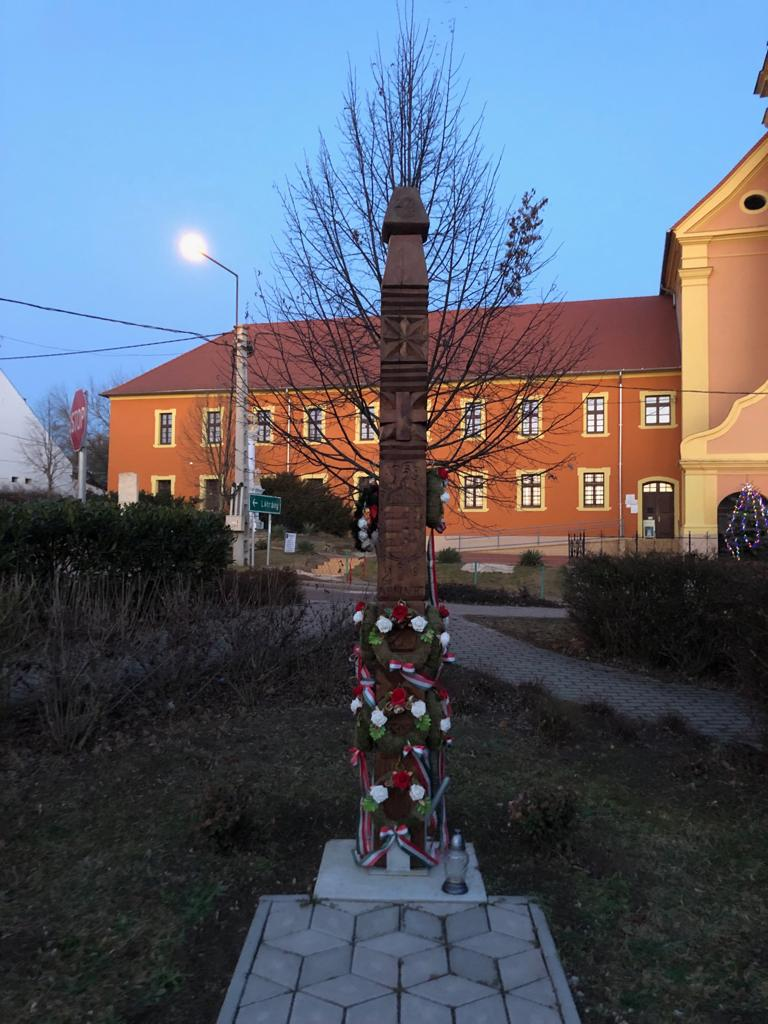
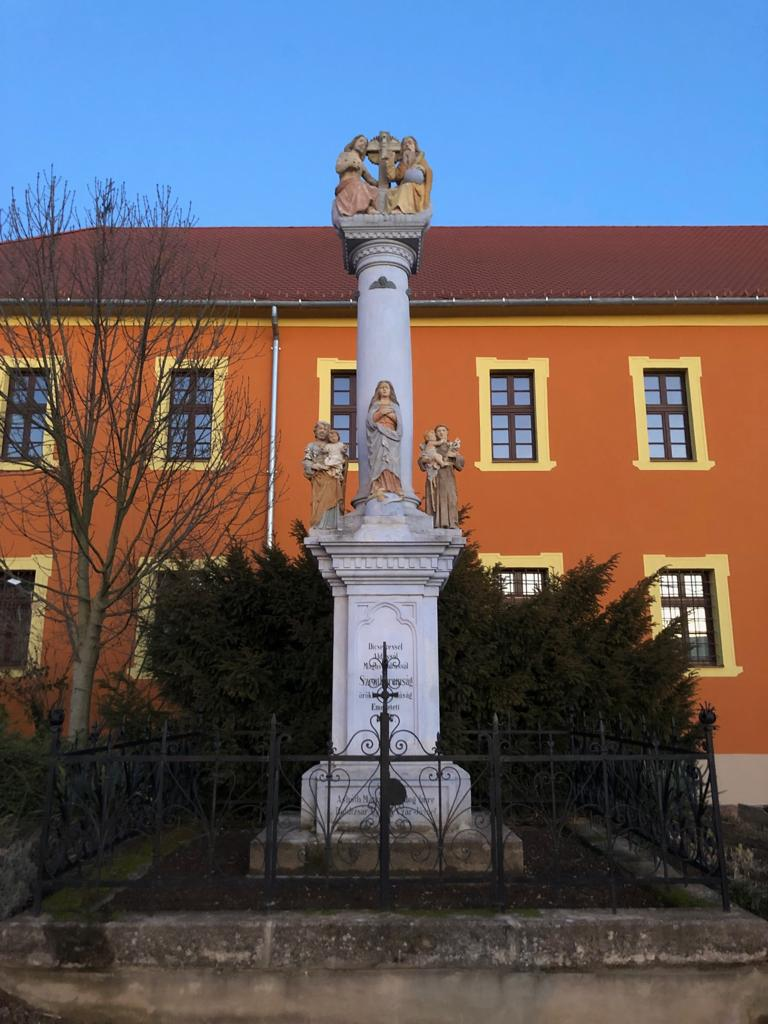
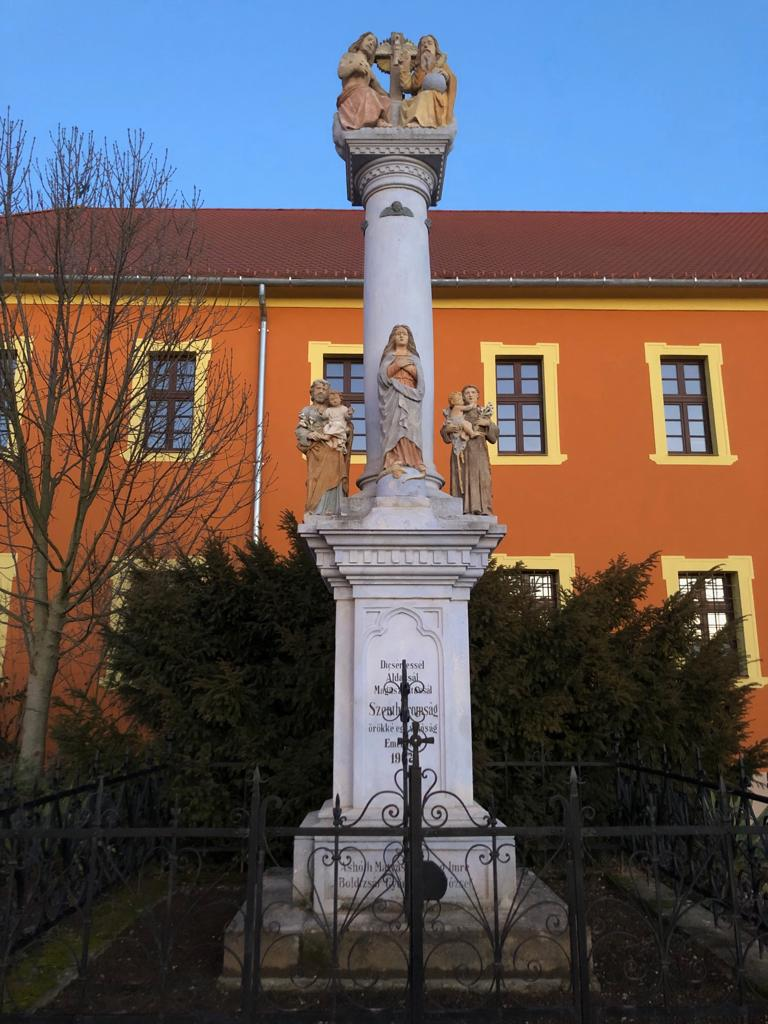

#### Köpenyek múzeuma

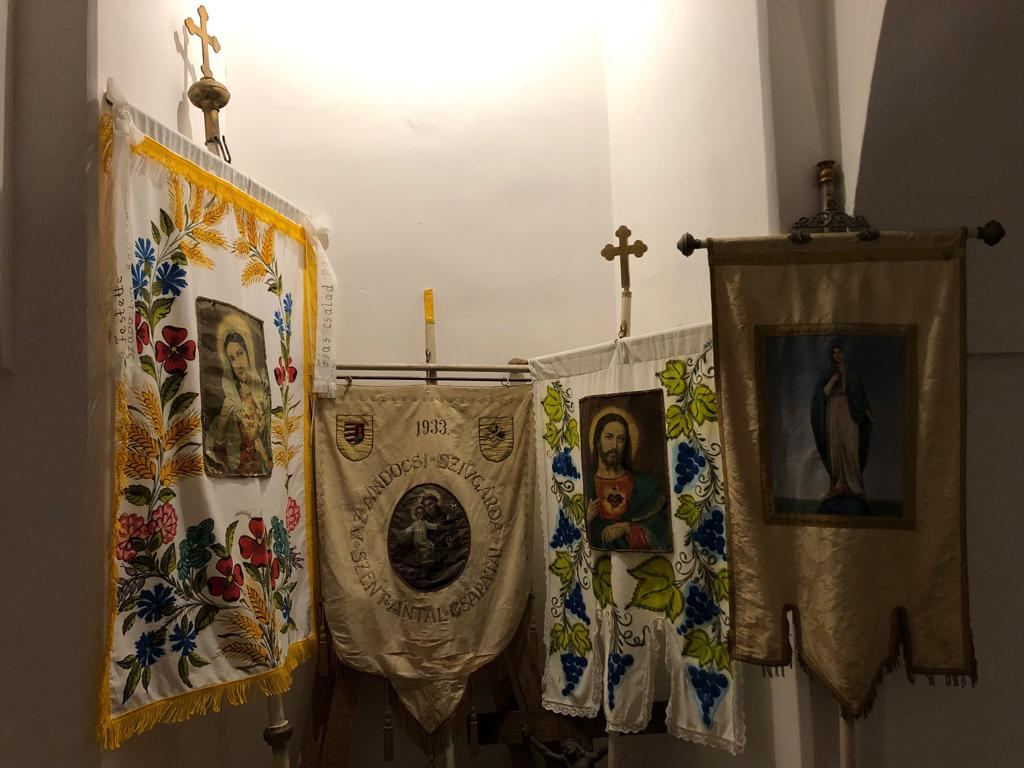
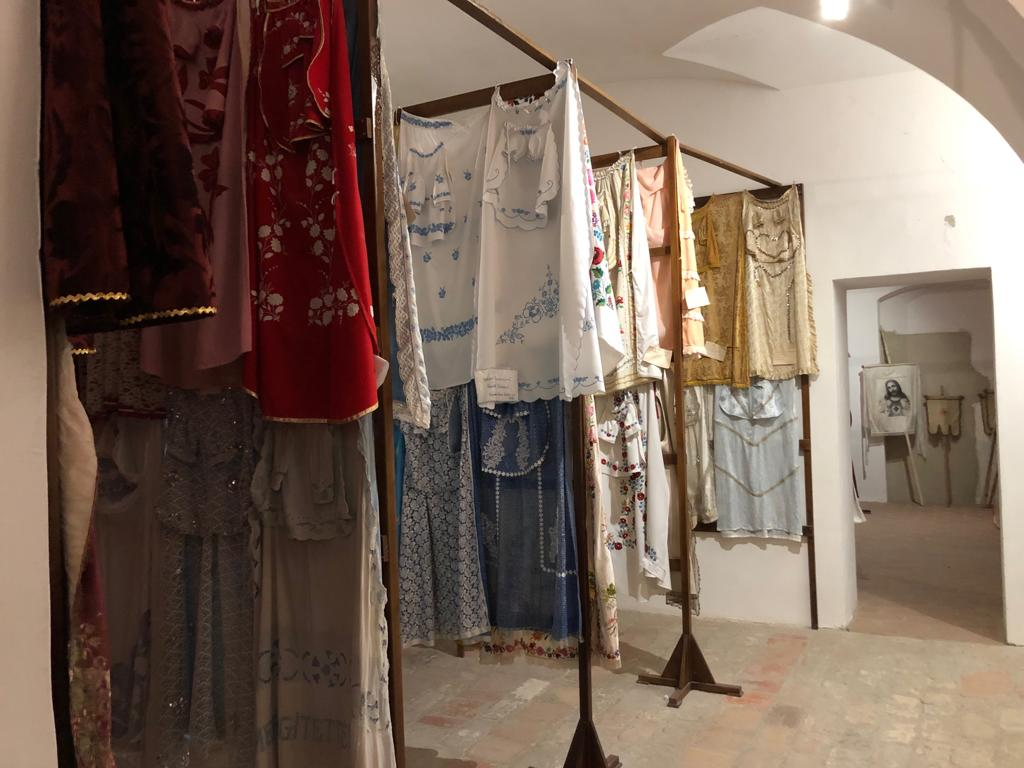
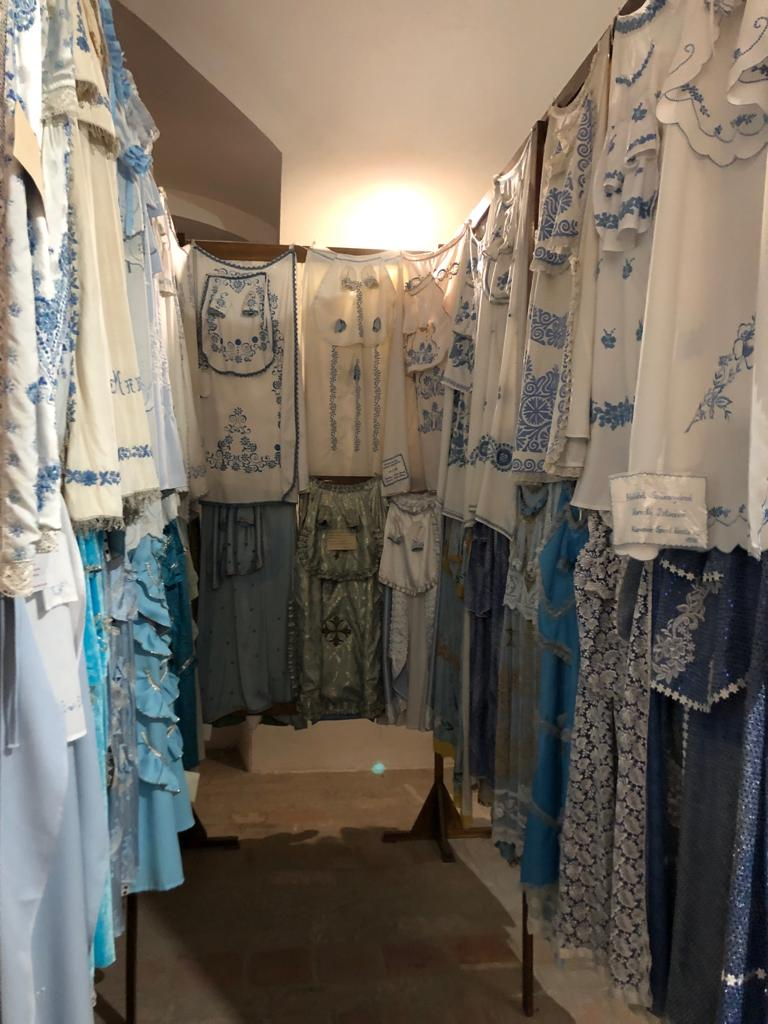
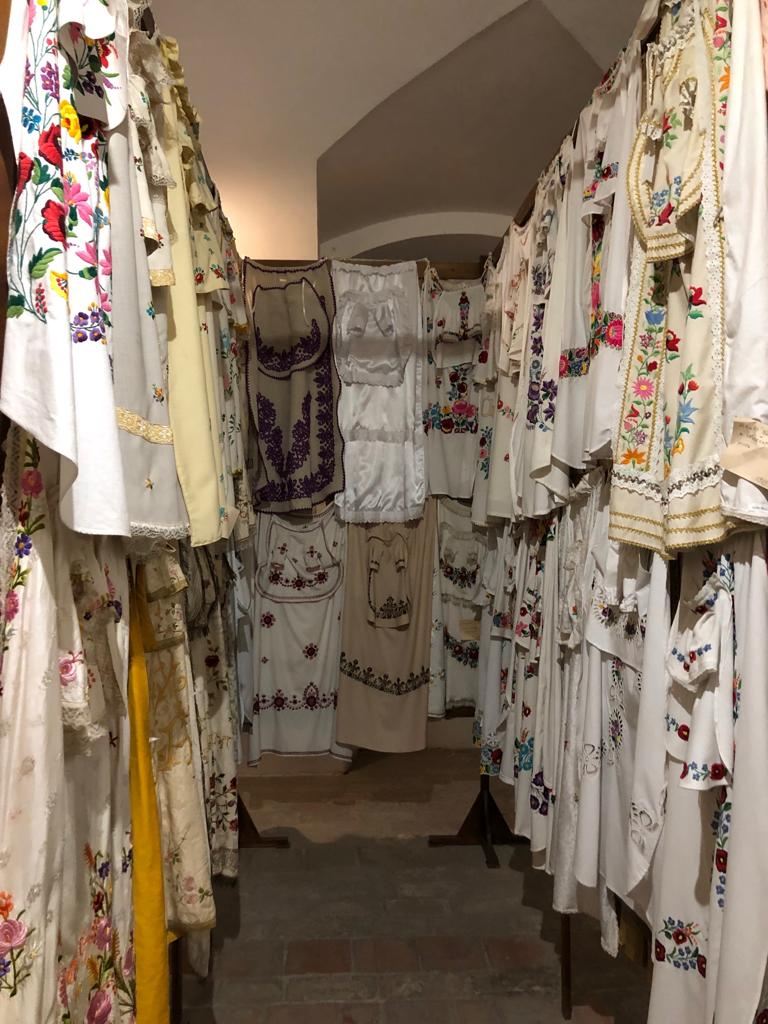
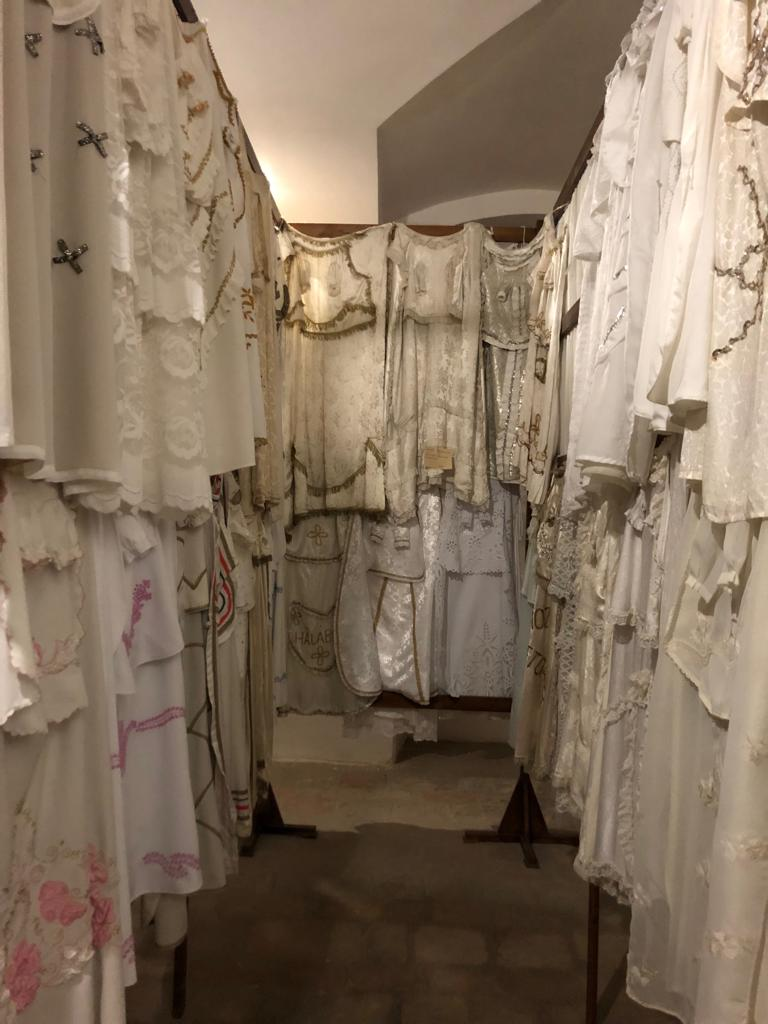
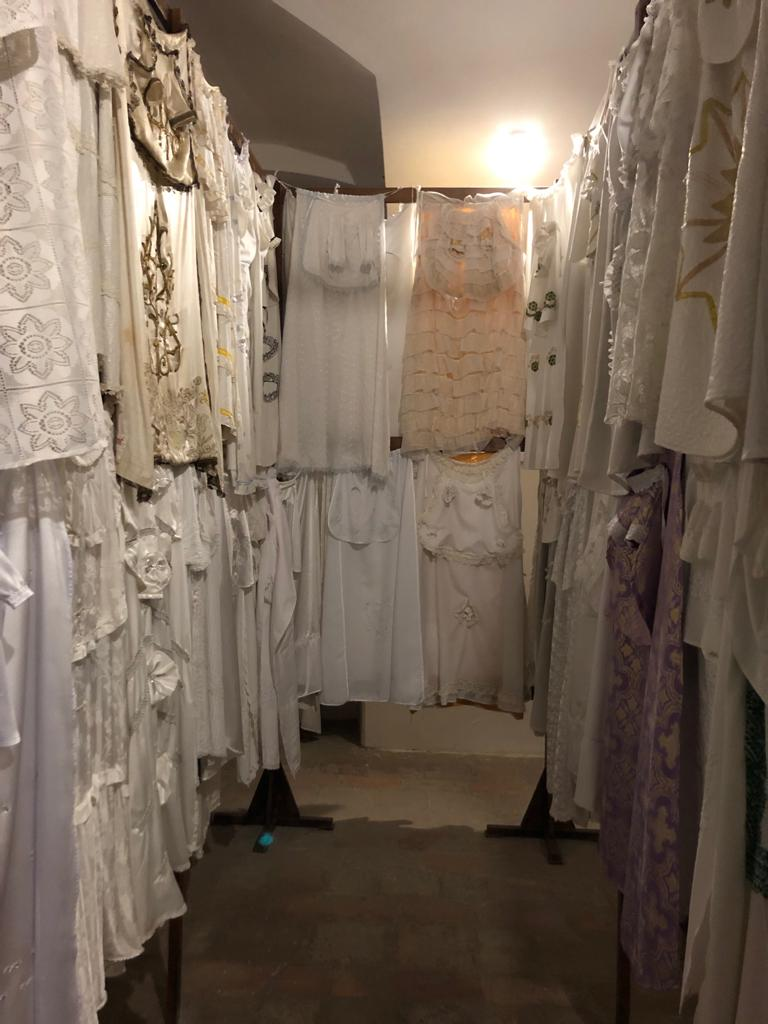

## Érdekességek
- A helybéli Hencz-család címere, a Somogy vármegyei levéltár egyik ablakán is látható.
- A kéményseprők cégalapító levele, Somogyban csak Andocsnak maradt meg. Ennek másolatát a polgármesteri hivatalában őrzik.
- Andocs múltjáról helytörténeti kutatásokat végzett, és azt az ezredfordulón a 100 magyar falu könyvsorozatban adta közre Bősze Sándor, a vármegyei levéltár igazgatója.
- Sárdi János operaénekes, színész a község lakója volt[4]

## Testvértelepülések
- Dercsika (Felvidék)
- Flaurling (Ausztria)